# Alexander Bain (nhà phát minh)
Alexander Bain (1810-1877) là nhà phát minh, kỹ sư người Scotland. Ông cùng với Giovanni Caselli và Frederick Bakewell nghiên cứu độc lập với nhau về công nghệ truyền hình ảnh và các từ ngữ đơn giản bằng điện báo. Năm 1842, Bain đã phát minh ra fax. Hệ thống fax đầu tiên trên thế giới này gồm có quả lắc chuyển động trên bộ kim loại. Chuyển động này gây ra một dòng điện chạy trên các dây kim loại tới quả lắc treo ở các xa khớp với quả lắc đầu tiên. Giấy xử lý bằng hóa chất được đặt dưới quả lắc thứ nhì và tạo ra hình ảnh giống hệt có màu nâu khi dòng điện ngang qua từ quả lắc tới giấy. 